# Benjamin Melquiond
 Benjamin Melquiond, né le 3 février 1975, est un skieur alpin français.

## Biographie
Il est originaire de Serre-Chevalier et est le fils de Jules Melquiond, l'un des meilleurs slalomeurs français des années 60. Il est aussi cousin de Luc Alphand. 
En 1994 à Lake Placid (États-Unis), il devient Champion du monde juniors de super G.
De 1995 à 2003, il compte 36 départs en Coupe du monde. Son meilleur résultat est une 8e place obtenue dans le super G de Happo One au Japon. 
En 1997, il dispute les championnats du monde à Sestrières et y obtient notamment la 17e place en combiné. 
Il est sacré champion de France de super G en 1997 et en 2000 à Alpe d'Huez, ainsi que vice-champion de France de descente et super G aux Menuires en 1996.
Après sa carrière sportive, il devient entraîneur du club de ski de Serre-Chevalier de 2004 à 2013, et responsable su ski alpin au comité régional Alpes Provence. De mars 2013 à mars 2014, il est nommé directeur de l'équipe de France féminine de ski alpin,, succédant à Jean-Philippe Vulliet. Par la suite il organise des stages d'entraînement de ski. Il est aussi propriétaire du restaurant d'altitude "Le White" à Serre-Chevalier.

## Palmarès

### Championnats du monde
| Épreuve / Édition        | Descente | Super G | Combiné |
| Mondiaux 1997 Sestrières | 25e      | 29e     | 17e     |

### Coupe du monde
- Meilleur classement général : 79e en 1997.
- Meilleur classement de descente : 31e en 1996
- Meilleur classement de super G : 23e en 1997
- 1 top-10

#### Classements
| Saison / Épreuve | Saison / Épreuve | Général | Général | Descente | Descente | Super G | Super G | Slalom géant | Slalom géant | Slalom | Slalom | Combiné | Combiné |
| ---------------- | ---------------- | ------- | ------- | -------- | -------- | ------- | ------- | ------------ | ------------ | ------ | ------ | ------- | ------- |
| Saison / Épreuve | Saison / Épreuve | Class.  | Points  | Class.   | Points   | Class.  | Points  | Class.       | Points       | Class. | Points | Class.  | Points  |
| 1995-1996        | 1995-1996        | 102e    | 32      | 31e      | 32       | -       | -       | -            | -            | -      | -      | -       | -       |
| 1996-1997        | 1996-1997        | 79e     | 58      | -        | -        | 23e     | 58      | -            | -            | -      | -      | -       | -       |
| 1998-1999        | 1998-1999        | 123e    | 9       | 58e      | 5        | 51e     | 4       | -            | -            | -      | -      | -       | -       |

### Championnats du monde junior
| Épreuve / Édition         | Descente | Super G | Slalom géant | Slalom | Combiné |
| Mondiaux 1994 Lake Placid | 17e      | Or      | -            | -      | -       |

### Coupe d'Europe
73 épreuves disputées :
- 13 tops-15
- 1 podium dans le super G de Passo del Tonale en mars 2000

#### Classements
| Saison / Épreuve | Saison / Épreuve | Général | Général | Descente | Descente | Super G | Super G | Slalom géant | Slalom géant | Slalom | Slalom | Combiné | Combiné |
| ---------------- | ---------------- | ------- | ------- | -------- | -------- | ------- | ------- | ------------ | ------------ | ------ | ------ | ------- | ------- |
| Saison / Épreuve | Saison / Épreuve | Class.  | Points  | Class.   | Points   | Class.  | Points  | Class.       | Points       | Class. | Points | Class.  | Points  |
| 1999             | 1999             | 127e    | 1       | -        | -        | 76e     | 1       | -            | -            | -      | -      | -       | -       |
| 2000             | 2000             | 56e     | 133     | 57e      | 16       | 12e     | 117     | -            | -            | -      | -      | -       | -       |
| 2001             | 2001             | 98e     | 64      | 39e      | 26       | 29e     | 38      | -            | -            | -      | -      | -       | -       |

### Championnats de France

#### Élite
| Édition / Epreuve                          | Descente | Super G | Slalom géant | Slalom | Super combiné |
| ------------------------------------------ | -------- | ------- | ------------ | ------ | ------------- |
| Championnats 1995 Les Arcs / Morzine       | 23e      | 6e      | Ab           | -      | -             |
| Championnats 1996 Les Menuires / Vars      | Argent   | Argent  | 18e          | -      | -             |
| Championnats 1997 Alpe d'Huez              | 6e       | Or      | 24e          | 16e    | -             |
| Championnats 1998 Serre Chevalier          | 10e      | 9e      | Abandon      | 23e    | -             |
| Championnats 1999 La Clusaz                | Bronze   | 14e     | Ab           | -      | -             |
| Championnats 2000 Valloire / Alpe d'Huez   | Ab       | Or      | Ab           | -      | -             |
| Championnats 2001 Alpe d'Huez / Courchevel | -        | 10e     | Ab           | -      | -             |
| Championnats 2002 Megève / Val d'Isère     | -        | 4e      | 19e          | -      | -             |
| Championnats 2003 Les Menuires             | 18e      | 6e      | -            |        | -             |
| Championnats 2004 Flaine / Les Carroz      | -        | 8e      | -            | -      | -             |